# 上總鶴舞站
上總鶴舞站（日语：／ Kazusa-Tsurumai eki */?）是位於千葉縣市原市池和田，小湊鐵道的小湊鐵道線車站。1998年10月14日獲選為關東車站百選第2回車站之一。站房於2017年5月登記為國家登錄有形文化財。
站名於1958年改名時，因着日本國鐵已在名古屋市設置了「鶴舞站」，所以便改以加上以前令制國「上總」作前綴為新站名。
南總鐵道本來計劃以鶴舞町站為終點。但是由於經營困難，使經營8年後廢止。

## 車站構造

### 站房
與同期的車站站房相同的風格，為由木所建單層小型站房一座，自開站便一直使用至今，由鹿島建設的前身「鹿島組」所建。外觀帶有少許西洋風格，並且採用了瓦片作屋頂（後期在瓦片下的屋簷則加蓋了鐵皮）。本站房也與其也站方一樣，於1932年時進行了一些擴建，主要是加建左側的站務室，但整體外觀則沒有大的奱化。車站入口設於中央，左側為已停用的站務室；原售票窗口也獲得保留，不過則沒有放置自動售票機。右側為候車大堂，最右側設有嵌置了候車長櫈。 
站房外右側設有飲品自動售賣機及投幣式電話亭，左側設有一座由建築師藤本壯介所設計的洗手間「Tree/Toilet」。洗手間採用單層木屋的設計，但屋頂只由零散的木條所搭成，呈空心狀況，則中間部份刻意地弄穿一個大洞。至於男、女洗手間則置於建築物的兩側，並採用密封式的設計。中央為開放露天部，份並種槙了一棵樹，藤本壯介表示這樣的竐計是要讓建築物與四周的環境融為一體，屋頂的空洞亦是預留當樹長高長大後可以穿過而不損害建築物結構。
在車站後方設有鶴舞發電站的遺跡，在站內也設有紀念碑。

### 月台
現時只使用靠近站房的1個側式月台，長度為約45米，有效長度為2輛。遠處亦曾設有島式月台1座，長度約為50米。但現時已棄用。同時站房左側（向上總中野方向）亦設有原用作貨物列車停靠的側線及貨物月台。在站外的新洗手間未投入使用時，月台上近上總中野方向的末端亦建有一座以磚及水泥所搭成的簡易式洗手間，設有男性使用的尿槽及設有房門的和式坐廁一個，外側設有洗手盤。現時仍在使用中。
列車到站時，往五井方向為右側上車，往上總中野方向為左側上落。
| 路線        | 方向 | 目的地                       |
| ----------- | ---- | ---------------------------- |
| ■小湊鐵道線 | 上行 | 上總牛久、五井方向           |
| ■小湊鐵道線 | 下行 | 里見、養老溪谷、上總中野方向 |

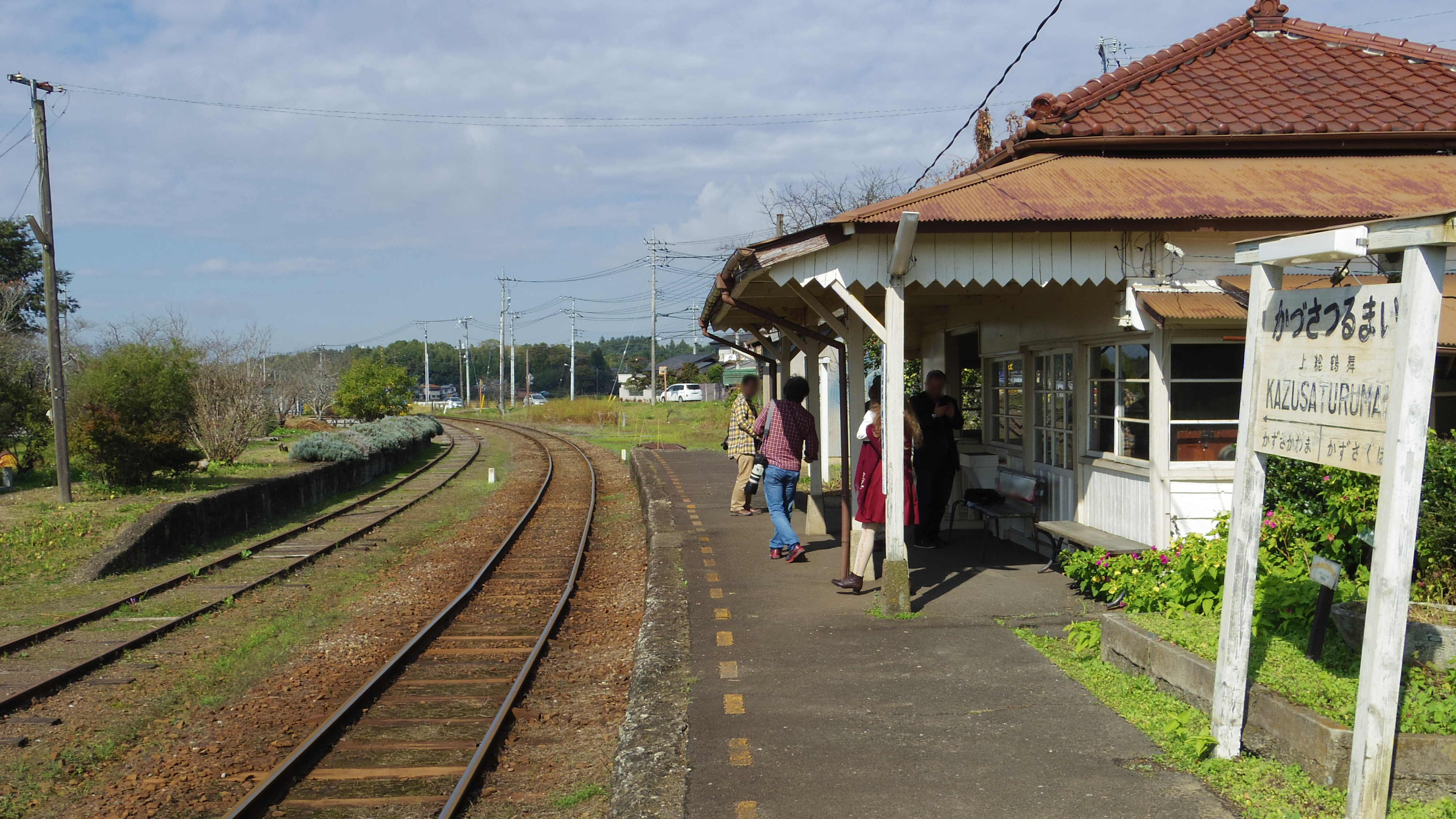
月台（2015年11月）

## 歷史
- 1925年3月7日：五井至里見之間開通，此站啟用。當時車站名為鶴舞町站[9]。
- 1958年1月1日：車站改名為上總鶴舞站[1]。
- 1998年：改為無人車站[10]。
- 1999年7月3日：獲選為第2回「關東車站百選」之一，車站設置了紀念碑[11]。
- 2003年11月30日:獲得「市原市都市景觀獎」[12]。
- 2016年11月18日：站房、舊鶴舞發電廠和舊貨物月台儲物房申請成為國家有形文化財（建造物）[13][14]。
- 2017年5月2日：「小湊鐵道上總鶴舞站房」及相關的鐵路設施被評為國家登錄有形文化財[15]。
- 2018年：由藤本壯介設計的新公廁「Tree/Toilet」於站前落成[1]。

## 使用狀況
以下為乘車人次變化列表：
| 乘車人次變化 | 乘車人次變化     | 乘車人次變化 |
| 年度         | 1日平均 乘車人次 | 參考資料     |
| ------------ | ---------------- | ------------ |
| 1986         | 111              | [ 統計 1 ]   |
| 2007         | 16               | [ 統計 2 ]   |
| 2008         | 15               | [ 統計 3 ]   |
| 2009         | 14               | [ 統計 4 ]   |
| 2010         | 15               | [ 統計 5 ]   |
| 2011         | 13               | [ 統計 6 ]   |
| 2012         | 14               | [ 統計 7 ]   |
| 2013         | 15               | [ 統計 8 ]   |
| 2014         | 20               | [ 統計 9 ]   |
| 2015         | 20               | [ 統計 10 ]  |
| 2016         | 18               | [ 統計 11 ]  |
| 2017         | 15               | [ 統計 12 ]  |
| 2018         | 14               | [ 統計 13 ]  |
| 2019         | 11               | [ 統計 14 ]  |
| 2020         | 8                | [ 統計 15 ]  |
| 2021         | 8                | [ 統計 16 ]  |
| 2022         | 12               | [ 統計 17 ]  |

## 其他

### 攝影取景作品
此站曾經多次被用作劇集或電影的取景地。在小湊鐵道官方網站中，記載了以下部份例子：
- 2002年：

- 電影《ＫＴ》最尾一幕出現此站。
- 9月9日：富士電視台電視劇《午餐女王》 第11集中，江口洋介和竹內結子坐在車站長椅上對話。

- 2003年3月25日：TBS電視劇《古谷一行之金田一耕助系列（日语：古谷一行の金田一耕助シリーズ）·人面瘡》中，結尾出現在此站場景。
- 2005年：杉崎美香影像式論文』中在此站取景（在付錄的製作特輯DVD中確認）。
- 2007年：飲品C1000（日语：C1000 (飲料)）（House Wellness食品（日语：ハウスウェルネスフーズ））的廣告中於此站取景（廣告名稱：1000人之應援團編，榮倉奈奈主演），廣告中此站名為「新黄色丘站」。
- 2008年4月16日：柚子的專輯WONDERFUL WORLD（日语：WONDERFUL WORLD (ゆずのアルバム)）中，的PV中出現在此站場景。
- 2009年：

- 電影《想哭時的藥》中，出現了此站場面，在電影中此站名為「啼藥師站」（なきやくし駅）。
- 11月4日：上地雄輔（以「遊助」藝名）的專輯中，「銀杏」的PV中出現在此站場景。

- 2010年：

- 電影《行板 〜稻之旋律〜》中，此站以「橫芝光町站」的名義出現。
- 9月15日：壽美菜子第一首單曲Shiny＋的PV在此站取景。
- 10月29日：TBS電視劇《SPEC～警視廳公安部公安第五課 未詳事件特別對策係事件簿～》第四集在此站取景。

- 2012年：Earth Mat（日语：アースノーマット）的廣告中出現在此站場景。
- 2013年：野久保直樹（日语：野久保直樹）的首篇影像式論文《Natural Mind》中在此站取景。另外，在伊藤洋華堂廣告《Dancin good day》也在此站取景。
- 2014年：

- 朝日電視台的特攝片《烈車戰隊特急者》第3集中出現了此站。在劇中此站名為「平和谷站」，當車站被暗黑線路劫持時，車站名為「死之谷站」。
- 3月12日：朝日電視台的刑事劇《相棒12》第18集「空等」中，於此站取景，在劇中此站是大黑鐵道「白鳥站」。
- 7月：「Cycle Base朝日」的電視廣告中（堀北真希主演），於此站取景。廣告中此站名為「多賀塚站」，在月台上的方向牌寫上了赤谷、名古屋、京都方向。

- 2015年：

- 5月13日：嵐的第46張單曲「青空下，和你一起」中，音樂錄像和限量版CD護套中出現了此站。
- 12月9日：AKB48的第42張單曲「紅唇Be My Baby」中，音樂錄像中出現了此站（高橋南、木崎由里亞、加藤玲奈、入山杏奈）。

- 2017年4月15日：「我命中注定的人」第1集於此站取景。
- 2018年8月5日：桃色幸運草Z的8月起連續5個月新曲發表第1個作品「Re:Story」中，音樂錄像（8月10日公開）在此站取景。

## 相鄰車站
小湊鐵道
■小湊鐵道線
■房總里山Torocco（全部）、□觀光急行2、4、11、12號
通過
□觀光急行1,3號
上總牛久→上總鶴舞→高瀧
■普通
上總川間－上總鶴舞－上總久保

### 統計資料
1. ↑   (PDF).   [2021-01-11]. （原始内容存档 (PDF)于2021-08-22）.
2. ↑  千葉縣統計年鑑（平成20年） （页面存档备份，存于）（日語）
3. ↑  千葉縣統計年鑑（平成21年） （页面存档备份，存于）（日語）
4. ↑  千葉縣統計年鑑（平成22年） （页面存档备份，存于）（日語）
5. ↑  千葉縣統計年鑑（平成23年） （页面存档备份，存于）（日語）
6. ↑  千葉縣統計年鑑（平成24年） （页面存档备份，存于）（日語）
7. ↑  千葉縣統計年鑑（平成25年） （页面存档备份，存于）（日語）
8. ↑  千葉縣統計年鑑（平成26年） （页面存档备份，存于）（日語）
9. ↑  .   [2021-01-11]. （原始内容存档于2017-08-11）.
10. ↑  千葉縣統計年鑑（平成28年） （页面存档备份，存于）（日語）
11. ↑  千葉縣統計年鑑（平成29年） （页面存档备份，存于）（日語）
12. ↑  千葉縣統計年鑑（平成30年） （页面存档备份，存于）（日語）
13. ↑  千葉縣統計年鑑（令和元年） （页面存档备份，存于）（日語）
14. ↑  .   [2025-04-19]. （原始内容存档于2023-07-25）.
15. ↑  千葉縣統計年鑑（令和3年），11 運輸・通信—111民鉄等駅別1日平均運輸状況（2020(令和2)年度）
16. ↑  千葉縣統計年鑑（令和4年），11 運輸・通信—111民鉄等駅別1日平均運輸状況（2021(令和3)年度）
17. ↑  .   [2025-04-19]. （原始内容存档于2025-01-27）.

## 外部連結
- 小湊鐵道上總鶴舞站 （页面存档备份，存于）（日語）
- 非官方上總鶴舞站介紹